# Belgische Badmintonmeisterschaft 1962
Die Belgische Badmintonmeisterschaft 1962 fand in Brüssel statt. Es war die 14. Auflage der nationalen Badmintonmeisterschaften von Belgien.

## Titelträger
| Disziplin    | Sieger                            |
| ------------ | --------------------------------- |
| Herreneinzel | Anton Verstoep                    |
| Dameneinzel  | nicht ausgetragen                 |
| Herrendoppel | Guy van Branteghem Anton Verstoep |
| Damendoppel  | nicht ausgetragen                 |
| Mixed        | Anton Verstoep Bep Verstoep       |